# Tuomisalo
Tuomisalo är en ö i Finland. Den ligger i sjön Päijänne och i kommunen Kuhmois i landskapet Mellersta Finland, i den södra delen av landet, 180 km norr om huvudstaden Helsingfors. Öns area är 28,6 hektar och dess största längd är 0,8 kilometer i öst-västlig riktning.